# Lago Wanapum
Il Lago Wanapum, in inglese Wanapum Lake, è un bacino artificiale sul fiume Columbia nello Stato di Washington. È stato generato nel 1963 con la costruzione della diga Wanapum Dam. Si estende a monte da lì fino alla Rock Island Dam. Il lago è stato intitolato al popolo Wanapum.